# Józef Galewski (scenograf)
Józef Galewski (ur. 16 marca 1882 w Warszawie, zm. 2 października 1966 w Skolimowie) – polski scenograf teatralny i filmowy.

## Życiorys
Był synem Wawrzyńca Galewskiego, obywatela ziemskiego, i Zofii z Górskich. Ukończył 6 klas szkoły realnej w Warszawie. W latach 1897–1904 uczył się rzemiosła malarskiego w dekoratorni Warszawskich Teatrów Rządowych pod kierownictwem Karola Klopfera. Od 1898 uczył się w wieczorowej szkole rysunku i perspektywy przy Muzeum Przemysłu i Rolnictwa, od 1901 w Warszawskiej Szkole Rysunkowej, później na wieczorowych kursach architektury przy Instytucie Politechnicznym.
Od 1905 pracował samodzielnie jako scenograf teatralny. W kilka lat później rozpoczął opracowywanie scenografii dla powstających w Warszawie wytwórni filmowych, szczególnie dla „Sfinksa” (m.in. Książę Józef Poniatowski). W latach 1935–1937 i 1946–1947 współpracował z Baletem Polskim F. Parnella (projektował kostiumy dla zespołu oraz dekoracje do wieczorów baletowych).
W czasie okupacji niemieckiej był w Warszawie dekoratorem w teatrów jawnych: Nowości, Kometa, Figaro, Komedia (1941–1942) i Rozmaitości Jar (1943–1944).
Po drugiej wojnie światowej mieszkał i pracował w Łodzi jako scenograf w teatrach: Miniatur Syrena, Komedii Muzycznej Lutnia, Osa, Żydowskim i Muzycznym. W okresie 1946–1955 był także współautorem scenografii kilkunastu filmów polskich, m.in. do filmów Zakazane piosenki Leonarda Buczkowskiego (1946) i Pokolenie Andrzeja Wajdy (1955).
Po roku 1958 zamieszkał w Domu Artystów Weteranów Scen Polskich w Skolimowie.
Od 1912 był mężem Marii Kryłowskiej, z którą miał córkę Genę (Eugenię) po mężu Wittlin (1914–2012), scenografa, kostiumologa.
Napisał tom wspomnień „Warszawa zapamiętana” (1961).

## Ordery i odznaczenia
- Złoty Krzyż Zasługi (22 lipca 1952)[3]
- Srebrny Krzyż Zasługi (22 stycznia 1946)[4]